# Rozpad beta plus
Rozpad beta plus (przemiana β+) – reakcja jądrowa, w której emitowana jest cząstka β+ (zwana pozytonem lub antyelektronem) oraz neutrino elektronowe.
Przykłady izotopów, które ulegają rozpadowi beta plus: 11C, 13N, 15O, 18F i 22Na.
Przykładowy zapis rozpadu:
{\displaystyle {}_{6}^{11}{\hbox{C}}\;\to \;_{5}^{11}{\hbox{B}}+{e^{+}}+\;\nu _{e}}
{\displaystyle {}_{11}^{22}{\hbox{Na}}\;\to \;_{10}^{22}{\hbox{Ne}}+{e^{+}}+{\nu }_{e}}
Ogólnie:
{\displaystyle {}_{Z}^{A}{\hbox{X}}\;\to \;_{Z-1}^{A}{\hbox{Y}}+{e^{+}}+{\nu }_{e}}
Podczas rozpadu beta plus następuje przemiana protonu w neutron (na poziomie kwarków przemiana kwarku górnego w dolny), następnie emisja wirtualnego bozonu pośredniczącego W+, który niemal natychmiastowo rozpada się na pozyton oraz neutrino elektronowe. Emisja pary lepton-antylepton (w tym wypadku pozyton-neutrino elektronowe) spowodowana jest zasadą zachowania liczby leptonowej (+1 dla leptonów, −1 dla antyleptonów).
Ze względu na trzyciałowy charakter rozpadu, oraz całą jego kinematykę zasada zachowania pędu w żaden sposób nie determinuje podziału pędu pomiędzy ciała, a jedynie nakazuje, aby końcowy wypadkowy wektor pędu równy był początkowemu. Pozwala to na wiele możliwych realizacji procesu oraz niemożliwość skwantowania energii emitowanego pozytonu.
Warunkiem niezbędnym aby przemiana mogła zajść jest by masa jądra początkowego była większa od masy jądra końcowego o masę elektronu
{\displaystyle M(Z,A)\geqslant M(Z-1,A)+m_{e}}
Tak więc energia rozpadu ΔEβ+ wynosi:
{\displaystyle \Delta E_{\beta +}=\left\{M(Z,A)-[M(Z-1,A)+m_{e}]\right\}\times c^{2}}
A po uwzględnieniu w bilansie elektronów na powłokach otrzymujemy:
{\displaystyle M_{A}(Z,A)=M(Z,A)+Zm_{e}}
{\displaystyle M_{A}(Z-1,A)=M(Z-1,A)+(Z-1)m_{e}}
więc:
{\displaystyle \Delta E_{\beta +}=\left\{[M(Z,A)+Zm_{e}]-[M(Z-1,A)+m_{e}+Zm_{e}]\right\}\times c^{2}=\left\{M_{A}(Z,A)-[M_{A}(Z-1,A)+2m_{e}]\right\}c^{2}}
z tego wynika:
{\displaystyle M_{A}(Z-1,A)c^{2}\geqslant [M(Z-1,A)+2m_{e}]c^{2}}
Co oznacza że przemiana beta plus może zajść tylko jeśli masa atomu początkowego jest większa o dwie masy elektronu od atomu końcowego.
Najczęściej przemianę beta plus wykorzystuje się w pozytonowej tomografii emisyjnej (PET).
Rozpad beta plus zachodzi na Słońcu podczas cyklu CNO.

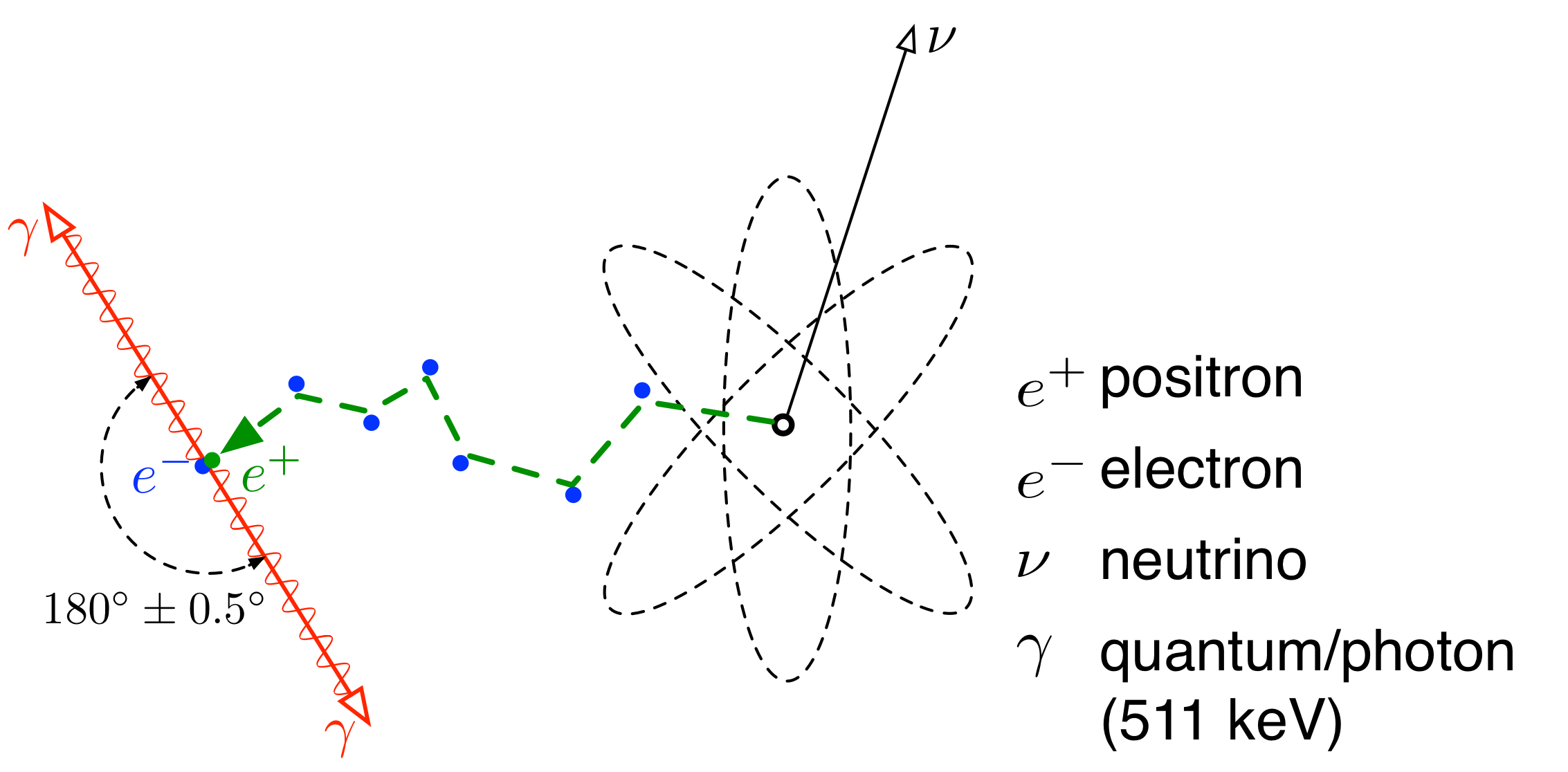
Powstające w rozpadzie promieniotwórczym jądra atomowego pozytony, po przebyciu drogi kilku milimetrów, zderzają się z elektronami, ulegając anihilacji. W wyniku anihilacji pary elektron–pozyton powstają dwa kwanty promieniowania elektromagnetycznego (fotony gamma) o energii 511 keV każdy, poruszające się w przeciwnych kierunkach (pod kątem 180°).